# Paolo Zacchia

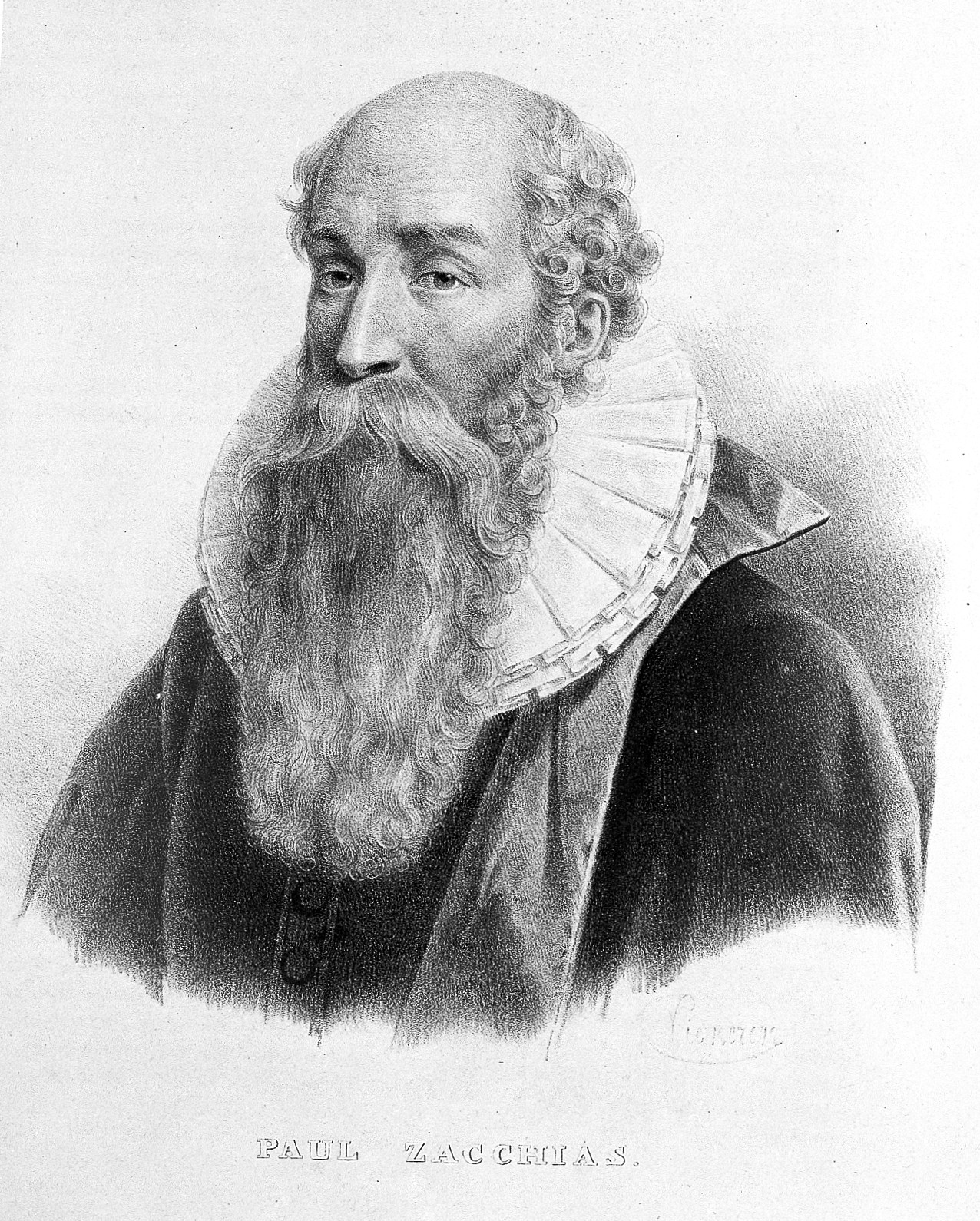
Paolo Zacchia.

Paolo Zacchia (Roma, 1584 – Roma, marzo 1659) è stato un medico italiano, considerato uno dei padri della Medicina legale.

## Biografia
Nato a Roma nel 1584, studiò presso gli Scolopi ed il Collegio Romano dei Gesuiti; si addottorò in Medicina dopo il 1608, alcune fonti parlano anche di una sua presunta laurea in legge; pubblicò opere su vari argomenti medici, legando la sua fama alle Quaestiones Medico-Legales che pubblicò tra il 1621 ed il 1635.
Suo praeceptor fu il veronese Marsilio Cagnati, professore di medicina pratica alla Sapienza dal 1603 al 1612; non ci sono testimonianze precise sulle prime tappe della sua carriera medica.
Già nel 1623 gli veniva riconosciuto dall'ambiente medico romano un certo prestigio, tant'è che lo stimato collega Pietro Castelli in un'epistola lo definisce "philosopho et medico praestantissimo atque amico suo integerrimo".
Dopo esser stato cooptato nel Collegio Medico intorno al 1630, egli poi divenne Protomedico per la prima volta nel 1638. Uno dei compiti dei Protomedici era controllare la produzione ed il commercio di rimedi medicali.
Lavorò presso l'Ospedale del Santo Spirito in Sassia tra il 1648 ed il 1659. Nell'arco della sua carriera fu anche consulente per la Rota Romana, mentre ci sono dei dubbi riguardo al suo ruolo di Archiatra Pontificio, ricoperto presso Innocenzo X ed Alessandro VII, o forse solamente in seguito.
Per parte di padre Zacchia proveniva con ogni probabilità dalla famiglia ebrea Viterbo, ma per la perdita dei registri dei battesimi della casa dei catecumeni restano difficili da stabilire data e modalità di conversione; conversione che avvenne in seguito all'elezione di Clemente VIII nel 1592 ed in cui il Cardinale Laudivio Zacchia svolse verosimilmente il ruolo di padrino.
La madre Giacoma Boncompagni della famiglia Corcos, ebrea anch'essa, si convertì presumibilmente grazie a Filippo Neri presso l'oratorio della Vallicella. Un'ipotesi suggerisce che Paolo Zacchia fosse figlio di primo letto della vedova Boncompagni, sposatasi successivamente con Tommaso Zacchia.
Tra gli illustri dedicatari della sua opera figurano (oltre al padrino) i Cardinali Cesare Monti e Scipione Borghese, il pontefice Urbano VIII, Alessandro Buccabella, gli auditori di Sacra Rota Matteo Buratto ed Angelo Celsi, al quale lasciò in eredità un dipinto del Borgognone raffigurante la Conversione di Paolo.
Molti di questi rapporti clientelari con rappresentanti dell'autorità legale ed ecclesiastica del tempo, maturarono nell'ambito dell'Accademia degli Umoristi. In tale contesto di mediazione sociale e politica egli infatti consolidò i suoi rapporti con la corte dei Barberini e diede completezza al suo profilo intellettuale, mettendosi in luce per la sua vasta ed erudita conoscenza dei classici.
L'obiettivo di Zacchia di fornire, su ogni questione affrontata, la più ampia rassegna delle opinioni espresse nella tradizione medica, legale e teologica rende a volte complesso individuare il suo pensiero, impossibile liquidare semplicemente come libertino piuttosto che ortodosso.
Morì nel marzo del 1659 ed i funerali si tennero nella chiesa di Santa Maria in Vallicella, dove fu sepolto. Dopo la sua morte numerose ristampe complete dei suoi lavori sono state pubblicate in vari paesi fino al tardo XVII secolo.

## Quaestiones medico-legales

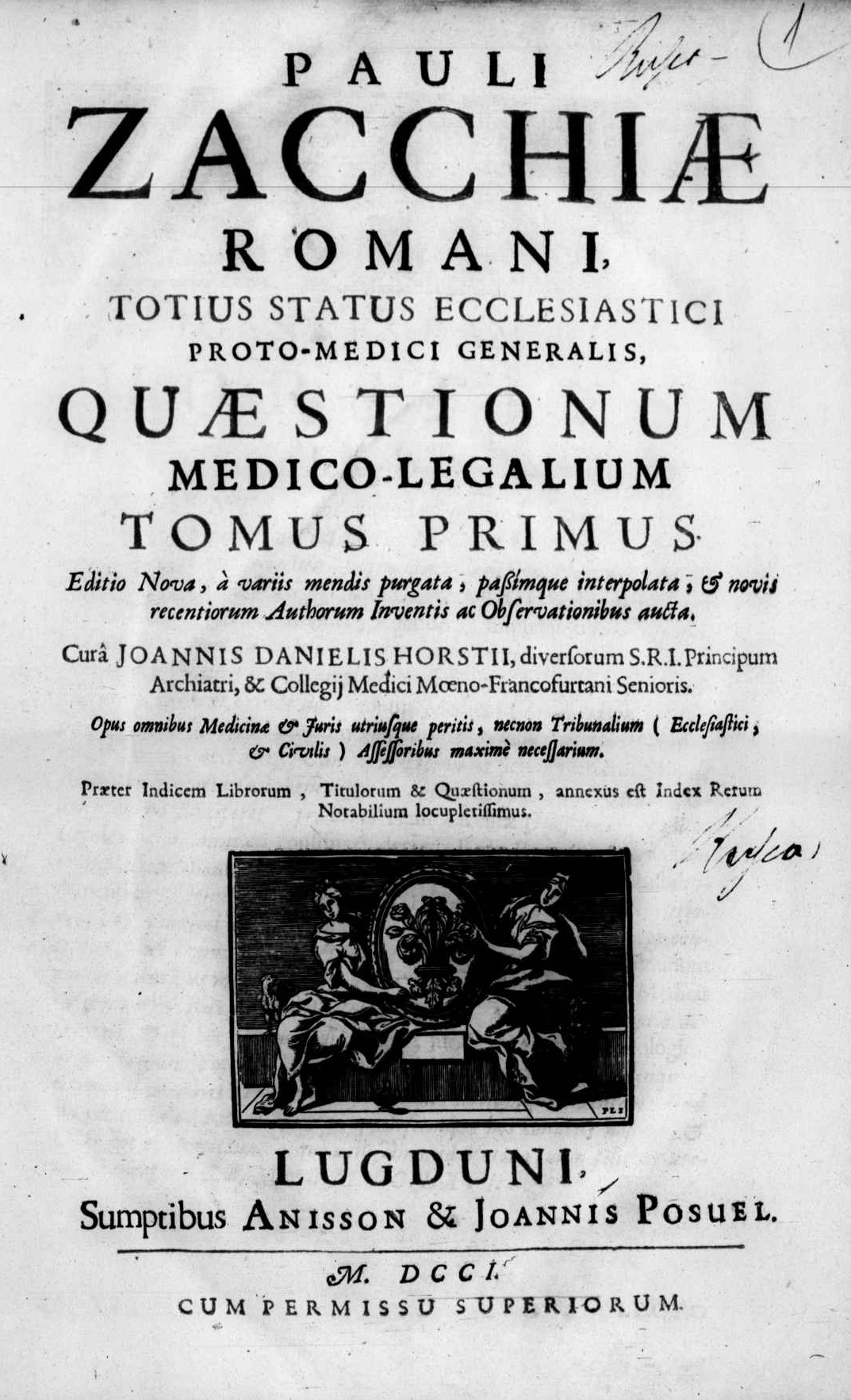
Quaestiones medico-legales, tomo I, edizione del 1701

Opera scritta in latino e suddivisa in nove volumi, il primo pubblicato nel 1621 ed il nono ed ultimo nel 1651, consiste in una trattazione monografica di medicina legale. Il parallelismo costante ed armonioso tra l'approccio medico e quello giuridico, la rende un'opera dai risultati equilibrati e convincenti: sarebbero almeno duecento i giuristi citati dall'autore, poco meno dei medici. 
Amplissima è la gamma degli argomenti trattati ed approfonditi: la rilevanza delle diverse età della vita, la gravidanza, il parto e la morte post partum del neonato, la teratologia, la verginità, l'impotenza e la bisessualità, le ferite e la simulazione delle malattie, i mostri i prodigi e i miracoli, le diverse malattie psicopatologiche, epilessia, apoplessia, sonnambulismo ecc.
I consilia in materia di veleni dimostrano la sua bravura teorico-pratica, al punto da poter essere considerati una trattazione di tossicologia forense: egli espresse dubbi sulla "fabulosa" credenza che le sostanze venefiche potessero agire dopo un certo numero di giorni successivi alla somministrazione; mise poi in discussione il ricorso agli animali per accertare la nocività di presunti veleni ed invece grazie alla grande esperienza ampliò i confini della semeiotica in materia.
Zacchia fu tra i primi a compiere studi medici nell'ambito della malattia professionale. 
Ricche di spunti ed interesse in prospettiva storica anche le pagine dedicate alla Peste.
Nell'opera si trova addirittura confermata l'esattezza della prova docimastica per decidere se il feto abbia o no respirato prima della morte.
L'analisi del vulnus rappresenta, nella disamina della materia de vulneribus, un momento nevralgico della riflessione medico-legale dell'autore, dove il confine tra le sue competenze mediche e la sua accurata informazione giuridica si fa meno netto e invece più marcata la percezione della nascita di una disciplina autonoma.
Tra le auctoritates di Zacchia figurano Girolamo Cardano, Ambroise Paré premier chirurgien del Re di Francia, Andrea Vesalio e Girolamo Fracastoro "eretici" nei confronti dei dogmi di Galeno, Girolamo Mercuriali eminente medico professore di rango nonché umanista.
Zacchia rivendicò la preminenza e la difficoltà dell'arte medica, spesso ingiustamente vituperata nel giudizio popolare; riconobbe l'origine lontana nel tempo e l'utilità della giurisprudenza, non trattenendosi dall'esprimersi negativamente in merito al vizio degli uomini di legge di fondarsi sull'autorità dei dottori o di interpretar leggi non "secundum veritatem, sed secundum proprium affectum".
Emblematica per comprendere la criticità con cui seguisse i precetti dei suoi predecessori, la perplessità che rivolse ai "mille doctissimi viri" sostenitori della validità del iudicium feretri, antica pratica probatoria secondo la quale l'assassino al cospetto del cadavere induce in questo emorragie esterne.
Uno dei meriti indiscussi del suo modus operandi è l'aspirazione alla ricerca della soluzione più prossima alla verità, senza acquietarsi alle posizioni precostituite ma attingendo all'esperienza accumulata, nella convinzione che "Veritas tutela semper pro iustitia est, ergo semper bona, nunquam mala, nunquam peniciosa, nunquam crimini patrocinans, sed semper utilis, semperque laudabilis; et idcirco semper veritas quaerenda, mendacia repellenda".

### Psicopatologia
Nel secondo libro delle Quaestiones, Zacchia riconosce ai medici la competenza nell'attestazione dello stato di infermità di mente di un individuo: in ciò l'opera segna un importante punto di frattura con la tradizionale egemonia dei giuristi.
La tendenziale riduzione della malattia a plesso di sintomi, ha reso Zacchia un vero e proprio precursore della moderna psicopatologia.
Il problema principale era correlare l'entità e la modalità del disturbo mentale, appurabile dal medico, con l'entità delle interdizioni cui il giudice sottoponeva il paziente (in relazione ad atti dell'ambito civile come il matrimonio, il testamento o l'assunzione di cariche pubbliche).
Egli collocandosi esplicitamente in linea con il pensiero di Cornelio Celso adottò un'unica denominazione generica per i disturbi psicopatologici, quella di dementia, nell'ambito della quale distinse poi tre forme particolari: insania, phrenitis e fatuitas, caratterizzate rispettivamente dal venir meno della ragione, dal suo uso distorto e dal suo indebolimento.
L'influenza della tradizione stoica è particolarmente evidente nella trattazione dei moti d'animo: passioni come quella erotica o l'ira, scrive Zacchia, possono turbare l'uso della ragione e già gli antichi le avevano giustamente equiparate alla follia. "Intellectus in ira sui juris non est", l'ira quando appare giustificata va considerata un fattore attenuante nelle cause penali (come nel caso del marito che uccide l'adultero con la moglie, che in Italia fino al 5 agosto 1981 godette delle attenuanti tipiche del delitto d'onore).
Zacchia trattò ampiamente della melancholia, lamentando il fatto che i giuristi non se ne interessassero a sufficienza: la indicò come la più frequente delle dementiae, la cui peculiarità andava ricercata nel fisiologico eccesso di bile nera che la causava. 
Egli prese in considerazione anche forme introdotte nella tradizione medica Medievale e non già classica, come la licantropia e la follia estatica o quella demoniaca: equiparò gli estatici ai furentes, contestando la tesi che considerava tali patologie semplicemente disturbi frutto dell'immaginazione.
La fatuitas secondo l'autore non rientrava propriamente tra le dementiae, trattandosi di una condizione di "freddezza cerebrale"; dunque la giurisprudenza doveva tenerne conto analogamente a come faceva per altri casi di deminutio rationis presenti nella società, in primo luogo quelli legati alle età dell'infanzia, l'adolescenza e la vecchiaia. 
Egli inoltre considerò le donne maggiormente vulnerabili alle passioni o a disturbi come la melancholia, descrivendo anche patologie esclusivamente femminili: il soffocamento dell'utero (isteria) ed il furor uterino.
Zacchia si servì di un aneddoto per mettere in guardia i giuristi da giudizi affrettati sulla sanità mentale: un imprecisato visitatore dell'ospedale di Santa Maria della Pietà, interessato a pazienti affetti da pazzia, sarebbe stato accolto da un personaggio apparentemente equilibrato che gli avrebbe fatto da guida nella struttura; alla vista di un ricoverato in atteggiamento triste e pensieroso, il visitatore avrebbe interrogato la propria guida in merito alla malattia sofferta da questo paziente, sentendosi rispondere che si trattava di un pazzo convinto di essere lo Spirito Santo, ma che questa convinzione era falsa in quanto ad essere lo Spirito Santo era lui stesso, l'improvvisata guida, evidentemente anche lui un ricoverato.

### Ermafroditismo
Zacchia si muove partendo dalla tradizionale definizione secondo cui l'ermafrodito era colui che "partim habet membra viri, partim membra mulieris". Teoricamente, la presenza di entrambi i membri in proporzione variabile genera quattro possibilità rispetto alla potentia coeundi e generandi: coloro che possono avvalersi di entrambi gli organi, coloro che possono avvalersi solo di quello maschile (ad agendum), coloro che possono avvalersi solo di quello femminile (ad patiendum) e coloro che non possono avvalersi né dell'uno né dell'altro; l'esilità di uno dei due organi marca l'impotenza dello stesso, sicché il problema dell'assegnazione del sesso non dovrebbe creare particolari difficoltà all'archiatra.
In seguito nelle Quaestiones la definizione del termine "ermafrodito" si allarga fino a comprendere tutte le persone che, in qualche misura, "in sexu qualitate dubium excitare possunt". La definizione classica infatti non era adatta a cogliere tutte le sfaccettature dell'ambiguità sessuale.
Zacchia introduce così un'ulteriore distinzione, considerando l'interessante categoria di coloro in cui si assiste ad un'apparente trasformazione dal femminile al maschile, collocabile in genere al momento dell'apparire delle prime mestruazioni.
Egli ritiene infatti che, siccome la natura tende sempre verso la perfezione, sia invece impossibile una trasformazione inversa in confutazione della cui ipotesi adduce peraltro spiegazioni meccanicistiche.
Nel testo non è molto lo spazio concesso a problematiche specificatamente giuridiche, civili e canoniche in tale questione.
L'autore si limita ad accenni se il matrimonio e gli ordini siano alla portata degli ermafroditi, se questi possano rendere testimonianza, se possano succedere in un feudo e se siano degni di compassione e si sofferma, eccettuando il quesito se siano o meno da annoverarsi tra i mostri, solo sulla questione del battesimo.
Nella letteratura medica del momento, in entrambi i casi in cui v'era stata incertezza sul nome da imporre la scelta era caduta su un nome maschile: scelta ovvia per la società del tempo. Il diritto romano non poneva comunque ostacoli alla mutatio nominis.
Egli scrive che un battesimo poteva essere invalidato, aprendo così la via ad una nuova somministrazione, qualora la scelta del sesso si fosse rivelata in un secondo momento errata.
Situazione ben diversa per il diritto canonico, che richiedeva in casi come gli ordini ed i voti la totalità dell'appartenenza ad un "gender". Già la sola presenza di deformità corporali poneva una persona in una situazione di inabilità e di irregolarità nel compimento di alcuni atti appartenenti alla sfera culturale religiosa.
Legalmente gli ermafroditi non andavano ritenuti mostri, né dovevano essere annoverati tra gli eunuchi quanti di loro non prevalessero in alcuno dei due sessi: questi ermafroditi neutri per l'archiatra andavano considerati femmine, mentre la tradizione canonistica aveva lasciato all'ermafrodito la decisione del sesso cui aggregarsi. Egli osserva che non è cosa totalmente impossibile ipotizzare un ermafrodito tanto perfetto che possa agire e patire o i cui organi siano sufficienti a svolgere entrambe le funzioni, tuttavia le donne praticanti tribadismo non andavano affatto considerate tali, avendo semplicemente una clitoride più grande del solito.
Zacchia fornì al medico ed al giurista indicazioni di fondo per l'individuazione del sesso: la presenza dei testicoli indica il maschio, l'emissione delle mestruazioni è evidente prova del sesso femminile. La sua opera in materia costituisce, in rotta di collisione con le linee guida dell'interpretazione canonica, una vivace asserzione della necessità di medicalizzare la sessualità e di attribuire alla medicina il compito di determinare l'appartenenza ad uno dei due sessi ed i criteri alla base di tale attribuzione.

### Teratologia, patologie diaboliche
Territorio di sovrapposizione tra competenze mediche e teologiche è quello degli "accidenti" della generazione: i parti mostruosi.
Le cosiddette mole o false concezioni, secondo l'autore, pur non seguendo necessariamente i tempi di gestazione ordinari, erano sempre il prodotto della mescolanza di due semi, maschile e femminile, e quindi presupponevano sempre un rapporto sessuale.
Questo autorizzava a considerare dimostrato che la partoriente si fosse resa colpevole di bestialitas, a spiegazione delle eventuali parti che nel feto venissero interpretate come non umane.
Al sangue e al seme andava attribuito ogni difetto del parto, così che fosse da scartare ogni ipotesi di influenza sul feto della forza d'immaginazione materna durante la gravidanza.
Zacchia negò anche che le gravidanze potessero provenire da seme diabolico, nonostante queste stesse potessero essere causate dal diavolo: mentre le streghe per loro ignoranza si credevano incinte del diavolo, il diavolo essendo incapace di concepire poteva invece impossessarsi di seme umano o simulare ventre gonfio nella peccatrice, per poi fornirle il neonato al momento del parto.
Sin dai tempi di Ippocrate si riteneva che alcune donne vergini potessero essere colpite da una patologia dell'utero che, se privato della sua funzione naturale, si sarebbe staccato per poi risalire fino al diaframma provocando senso di soffocamento alla gola delle vittime; Zacchia sosteneva invece che l'isteria delle stesse fosse da attribuire teologicamente alla possessione demoniaca, superando l'antica teoria medica che diagnosticava uteri suffocatio (ovvero furor uterinus cioè ninfomania in casi simili).
Secondo l'autore le malattie e i venefici di origine sovrannaturale non potevano mai essere procurati magicamente per il semplice intervento del presunto mago o strega, nonostante la credenza del volgo, bensì sempre tramite un'intercessione demoniaca.
La teologia del tempo diagnosticava gli indemoniati tra i melanconici, così che Zacchia teorizzò che cure mediche naturali della melanconia potessero mitigare gli squilibri degli umori del paziente, attenuando l'attività dei demoni che proprio di tali umori si servivano per impadronirsi del corpo.
Zacchia fornì innumerevoli criteri per distinguere attività sovrannaturali vere e proprie da semplici simulazioni: ad esempio l'estasi e la levitazione potevano essere riconosciute e canonizzate solamente se composte e modeste, dovevano essere invece escluse agitazioni imbarazzanti o simili fenomeni; per smascherare "finte" estatiche o possedute si potevano utilizzare tecniche di legatura o sostanze starnutanti.
I veri e propri miracoli terapeutici dovevano avere determinate caratteristiche: la guarigione non doveva esser preceduta da rimedi naturali e la malattia non poteva essere altrimenti curabile; la guarigione doveva essere anche istantanea e completa, escludendo ricadute.
Egli espresse numerose perplessità riguardo ai miracoli di profezia, non negando l'occulto ma pretendendo di spiegarlo razionalmente. 
Prova di virtuosismo "scientifico" la dissertazione in cui il medico si propone di escludere dai miracoli le "sante anoressie", digiuni di monache che aspiravano alla fama di santità.
Anche la gran parte delle morti apparenti andava derubricata dal novero dei miracoli di resurrezione.

### La Tortura Giudiziaria
L'uso della tortura mette in gioco la salute e la vita stessa dell'uomo che ad esso viene sottoposto, beni supremi di cui si preoccupa anzitutto il medico: è a questi e non ad altri che spetta di pronunciarsi sulla possibilità di infliggere i tormenti a soggetti che potrebbero doverne essere esentati a causa di qualche affezione o malattia. Pur tenendo conto della riserva assoluta di competenza a favore dei giuristi, Zacchia sostiene che tocchi al medico fornire preziose informazioni al giudice, perché questi possa decidere per il meglio allontanando da sé ogni responsabilità per eventuali esiti infausti della procedura.
...proprie tormentum accipimus pro crociatu ab extrinseco per vim inflicto, propriissime vero hic intelligimus pro crociatu a iudice illato, ad veritatem ex reis indagandam.
Tale la definizione di tortura che ci offre Zacchia, inflizione con l'uso della forza di un tormento stabilito dal giudice al fine di estorcere la verità all'imputato. Egli si dimostra uomo del suo tempo ed accetta senza apparenti turbamenti la previsione della tortura come mezzo probatorio di usuale impiego: tuttavia il giudice deve ricorrervi come extrema ratio e secondo un climax che passi progressivamente da un tormento lieve a forme sempre più atroci ed efficaci. 
Inoltre, pur essendo chiaro che la tortura ha natura di mezzo probatorio e non di pena anticipata, la gradazione risulta necessaria in considerazione della diversa personalità del reo e della sua conseguente presumibile capacità di resistenza: più grave il crimine, maggiore la malizia e la spregiudicatezza del supposto colpevole e quindi più atroce dovrà essere il tormento per indurre una confessione.
Zacchia individua alcune categorie alle quali però per motivi precauzionali è sconsigliabile addirittura la minaccia di una tortura: tra queste le donne gravide, i bambini molto piccoli a rischio di epilessia o anziani decrepiti che potrebbero subire un colpo apoplettico per lo scarso calore corporeo.
Le sue conoscenze fisiologiche lo spingono ad estendere tale esenzione anche alle puerpere per alcuni giorni dopo il parto, caso non previsto da alcuna norma ma che grazie alla sua competenza medica avrebbe evitato indebiti decessi accidentali.
La strada seguita dall'autore non è quella della rivendicazione aprioristica per i medici di un primato privo di reale fondamento, pur se appetibile sul piano del prestigio sociale ed economico, ma quella di un'auspicata e possibile collaborazione in nome del miglior esercizio della giustizia e nel perseguimento con tutti i mezzi a disposizione della scienza umana, della verità.
La corretta determinazione delle conseguenze dei vari tipi e gradi di tormento, della quantità di dolore provocato e della soglia massima della sua sopportabilità, deve considerarsi non un segno di insensibilità, bensì un progresso verso l'umanizzazione del processo criminale protomoderno: tale metodo testimonia il tentativo consapevole di non infliggere inutilmente al reo sofferenze maggiori di quella necessaria e comunque di quella tollerabile.

### Responsabilità del medico
La parte dell'opera incentrata su questo argomento definisce le categorie giuridiche di dolo, colpa, negligenza ed ignoranza individuando con spirito tassonomico tutte le categorie di errore: Zacchia distingue gli errori del medico-fisico dagli errori di tutte quelle figure di operatori sanitari come chirurghi, speziali, ostetriche etc.; individua quindi gli errori attinenti all'attività consultoria e quelli relativi agli interventi chirurgici, di azione o di omissione, per trattare infine dei doveri del medico attinenti alla pattuizione dell'onorario.
Egli decide di includere nella sua trattazione chiunque abbia a che fare con la cura degli uomini o con preparazione e somministrazione di medicinali, in quanto il suo scopo è quello di dotare la sua opera di una reale utilità concreta: tiene conto dunque delle figure "paramediche" su citate in ragione della larga diffusione della loro attività, la cui pratica necessita di essere regolamentata.
Zacchia attraverso l'autorità di Galeno conferma una presunzione giuridica di innocenza in favore del medico, in caso di assenza di colpevolezza; sostiene inoltre che non qualsiasi grado di colpevolezza può esser causa di imputabilità per il medico.
Nei casi più gravi di affectata negligentia del medico bisogna considerare l'omissione come dolus verus: il principio generale lo ritiene tale quando per un male noto, frequente e facilmente diagnosticabile il medico ometta la cura più efficace e proporzionata, magari allontanandosi dalla prassi per procedere con terapie desuete o inadatte alla natura del morbo e all'età del paziente. 
Si prenda ad esempio il caso di un medico che non prescrive l'antidoto adeguato ad un veleno, ovvero di quello che di fronte ad una pleurite non effettua un salasso secondo l'usanza del tempo.
Se l'errore deriva da negligenza, allora quanto più è alto lo stadio di negligenza dimostrabile in capo al medico tanto più sarà elevato il suo grado di colpa e di imputabilità; il conformarsi alla communis opinio nella professione è dunque causa di esclusione di responsabilità.
Devono quindi secondo Zacchia considerarsi errores a lege punibiles gli errori derivanti dal dolo e da negligenza grave, per i quali il medico sarà ritenuto responsabile sia in base alle leggi canoniche sia secondo quelle civili. Stessa sorte toccherà ai medici colpevoli di grave ignoranza, mentre per casi di lieve negligenza o ignoranza il diritto civile scusa l'errore per il quale il medico dovrà sottoporsi alla pena canonica. 
Zacchia rifiuta la possibilità di costringere il medico a curare, dato che il giuramento non lo impone, tranne in presenza di particolari condizioni in cui quella coazione è ammissibile: casi straordinari quali le epidemie di peste, sostanzialmente in base al criterio della necessità e dell'interesse pubblico a tutela della salute pubblica stessa.
Egli si oppone all'opinione dei canonisti e di parte della scienza medica, secondo cui il medico è tenuto a curare anche chi non lo voglia; d'altronde la stessa dottrina di Ippocrate conferma che per il buon esito della cura è necessaria ed imprescindibile la collaborazione del paziente.

### Edizioni
(elenco parziale)
- De' mali hipochondriaci, Roma, Vitale Mascardi, 1651.
- (LA) Quaestiones medico-legales, vol. 1, Lione, Jean Anisson & Jean Posuel, 1701.
- (LA) Quaestiones medico-legales, vol. 2, Lione, Jean Anisson & Jean Posuel, 1701.
- (LA) Quaestiones medico-legales, vol. 3, Lione, Jean Anisson & Jean Posuel, 1701.